# Luisa Granero
Luisa Granero Sierra (Barcelona 5 de julio de 1924-Barcelona, 27 de marzo de 2012) fue una escultora y pintora española y la primera mujer catedrática de Escultura de España. Ganadora de premios como el Premi Ciutat de Barcelona. Creadora de importantes obras públicas y miembro de diferentes instituciones relacionadas con las Bellas Artes.

## Trayectoria
Nació en el seno de una familia humilde de origen andaluz que emigró a Barcelona. Durante la guerra civil española y la postguerra la familia vivió en la miseria. Su madre y su tía fueron modelos de artistas como Ramón Casas. Debido a las dificultades económicas, no pudo ir al colegio hasta los 10 años. A los 16 años, ingresó en la Escola d’Arts i Oficis de Barcelona y aprobó cuatro cursos en un solo año y posteriormente se matriculó en la Escuela de Bellas Artes de Barcelona. Fue alumna de Jaime Otero y Enrique Monjo. Para poder pagar sus estudios superiores, trabajó de modelo y de ayudante en talleres de escultores como el anteriormente citado Jaume Otero y Martí Llauradó i Mariscot.
En 1964, obtuvo la Cátedra de Modelado y Composición de la Facultad de Bellas Artes de la Universidad de Barcelona, de manera que se convirtió en la primera mujer catedrática de Escultura de España y donde impartió clase hasta que se jubiló. Las esculturas de San Jordi y su pareja que hay a ambos lados de la entrada del edificio inaugurado en 1967, son obra suya. Compaginó sus trabajos de docente y creadora y se presentó a diversas exposiciones y concursos.
En 1968 realizó su primera exposición individual en la Sala Parés, gracias al galerista Joan Anton Maragall. A partir de aquel momento realizó multitud de exposiciones, logró muchos premios y tuvo gran actividad laboral centrada especialmente en la obra pública. En 2006 ingresó en la Real Academia Catalana de Bellas Artes de San Jorge de Barcelona con un discurso sobre la “tierra cocida”. Estuvo casada con el escultor Enric Galcerà.

## Obra
En muchos casos, su manifestación artística son monumentos públicos, entre los que destacan:
- La Verge del Roser, en el Palau de la Virreina, Barcelona.
- Reloj de sol, en la Rocalla de Miramar, Barcelona.
- Maternidad, en la Casa de la Maternidad, Barcelona.
- Figuras, en la fuente del Palacete Albéniz, Barcelona.
- Fuente de las Aguadoras, en el barrio de Las Fuentes, Zaragoza.
- El genio de las islas, en Palma de Mallorca.
- Mediterránea, en la playa de San Sebastián, Sitges.
- Bañista, en el Lago Garda, macarron

Además, se puede contemplar obra suya en los Museos de Arte Moderno de Barcelona y Bilbao y tiene obra como dibujante.

## Reconocimientos
Desde 1942 recibió gran cantidad de premios nacionales, como el Premio Ciutat de Barcelona en 1966. En 1969, obtuvo el Premio de Honor y la Medalla de Oro de la Real Academia de Santa Isabel de Hungría de Sevilla, de la que más tarde, en 1992, fue nombrada académica. En 1985, la Cámara de Comercio de Palma de Mallorca le adjudicó el proyecto de monumento para conmemorar su centenario, al ser la ganadora del concurso.
En 1992, fue nombrada académica de la Real Academia de Bellas Artes de San Fernando de Madrid, y miembro de la National Sculpture Society de Nueva York. También recibió premios de dibujo, por ejemplo, ese mismo año obtuvo el Premio Internacional de Dibujo Ynglada Guillor y dos años más tarde, el Premio de Honor García Ramal en el concurso de pintura Vila de Palamós.

## Galería

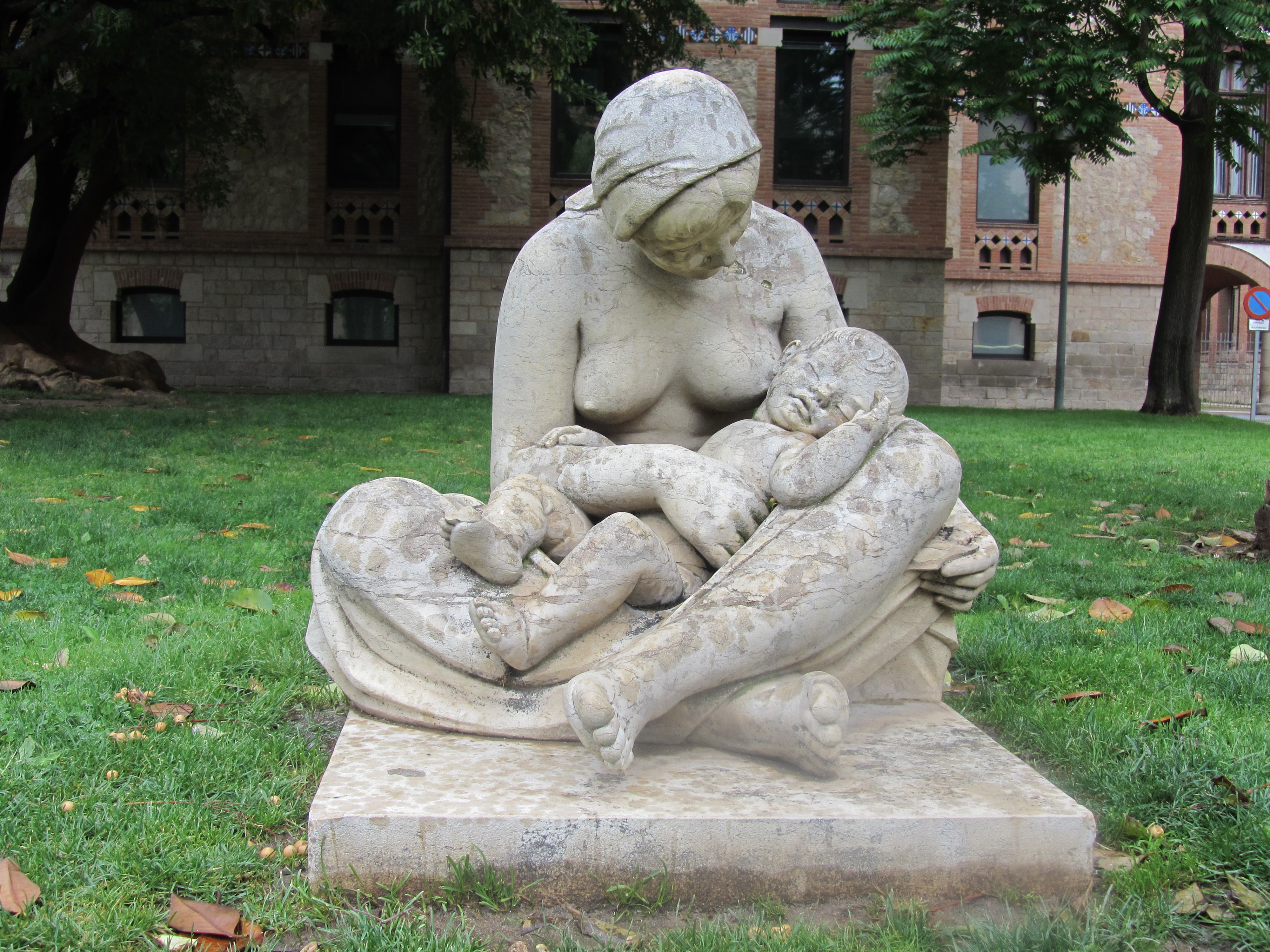
Maternitat o Ayuda al desvalido
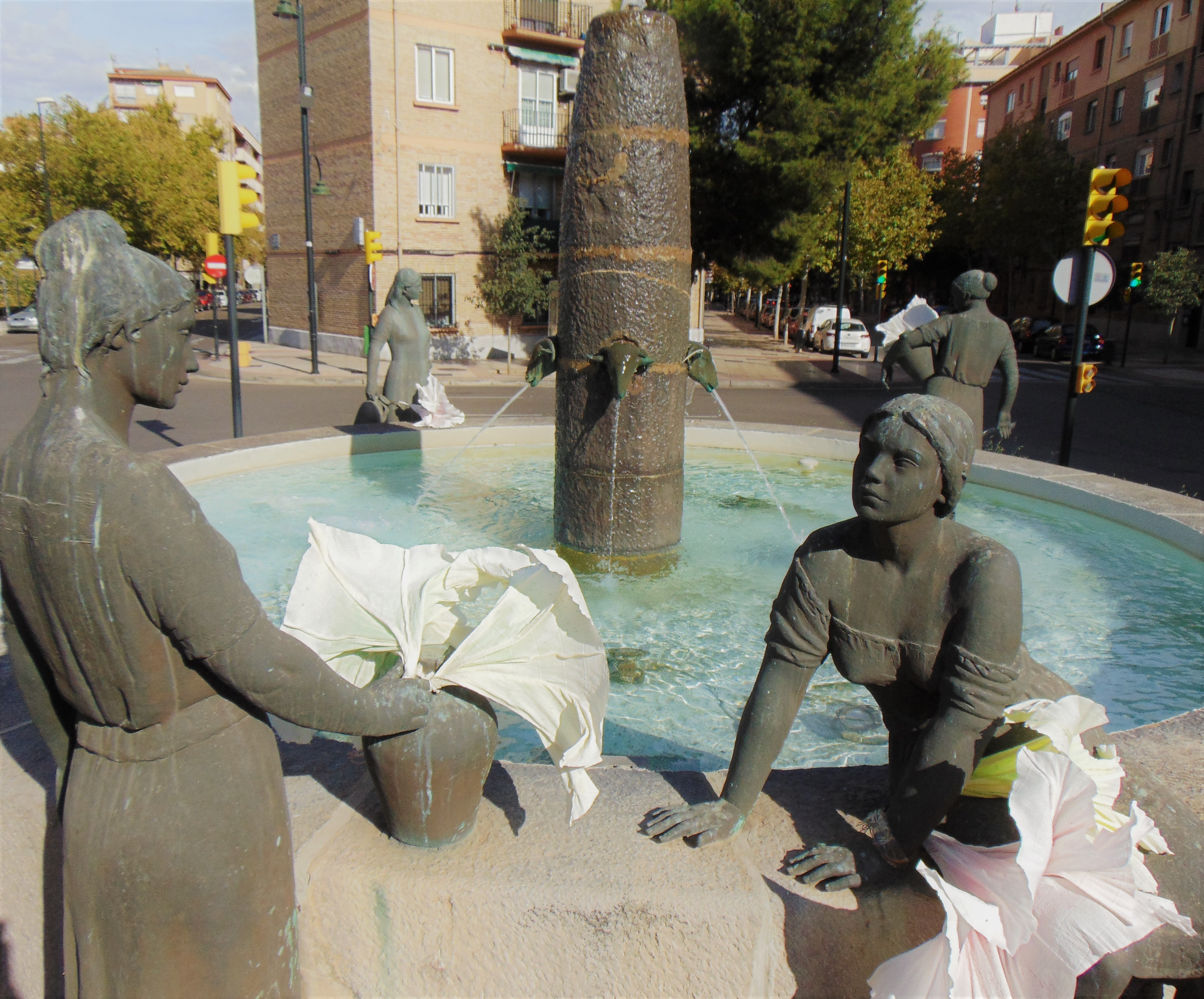
Fuente de las Aguadoras Las Fuentes
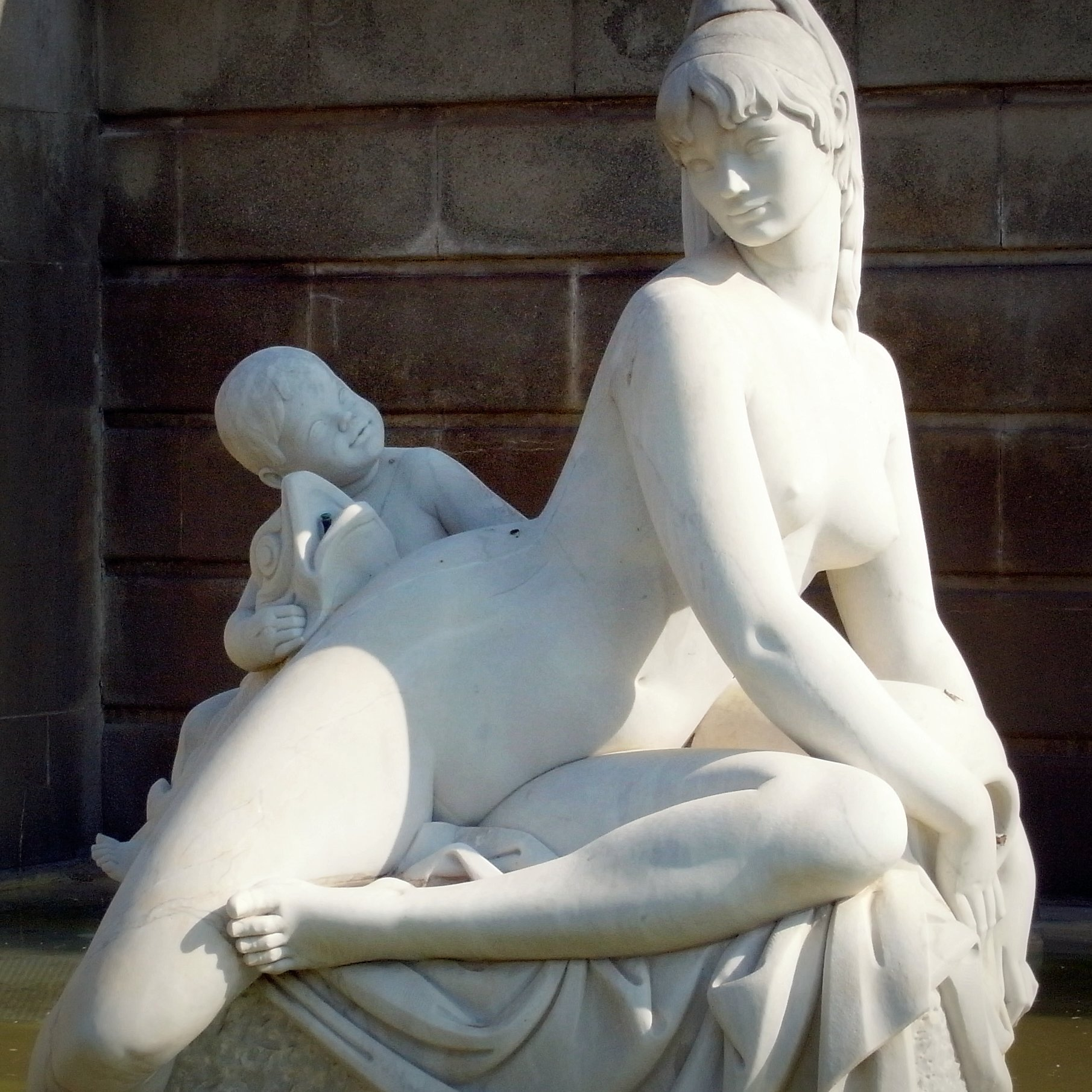
Dona amb nen
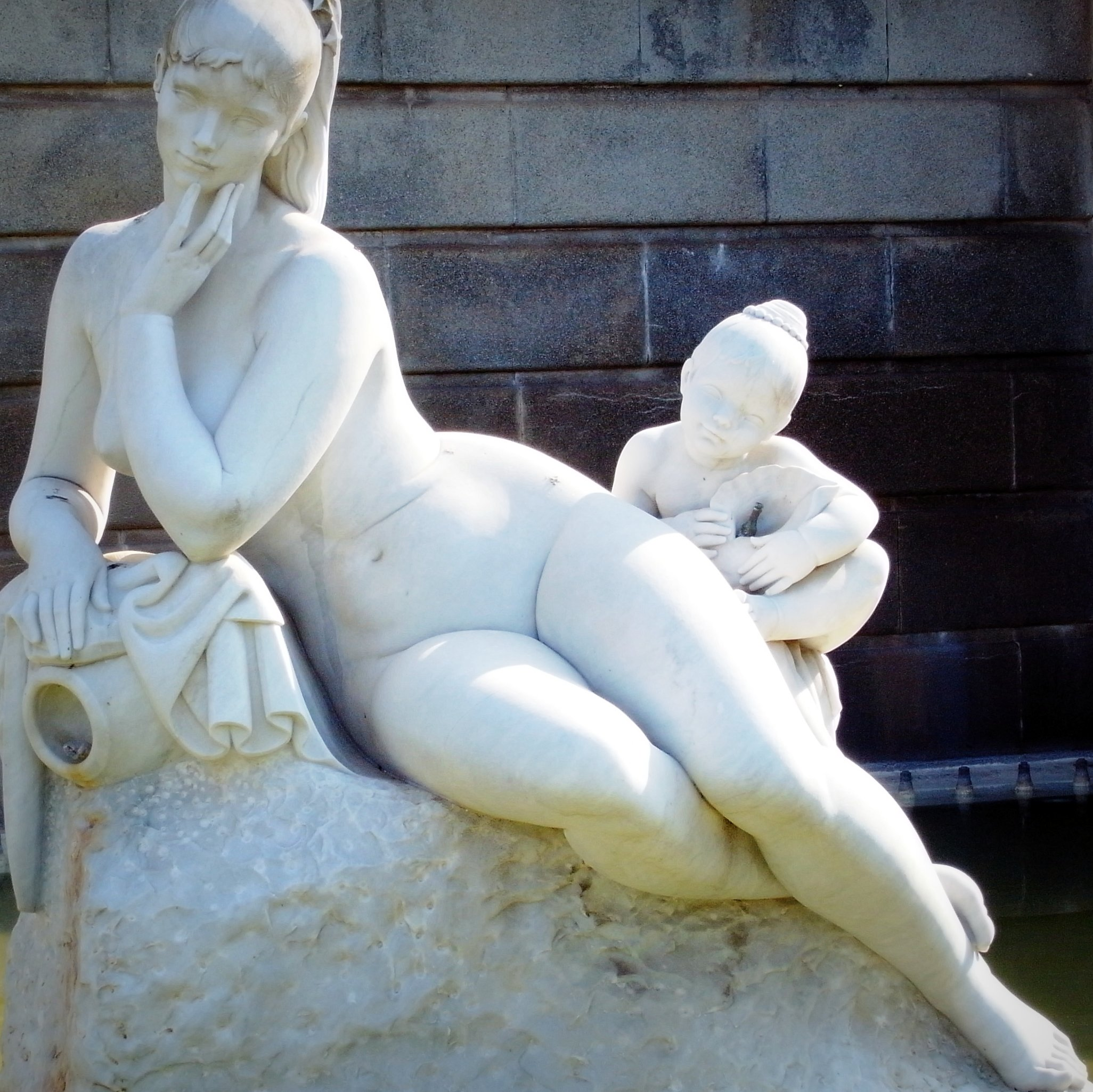
Dona amb nena
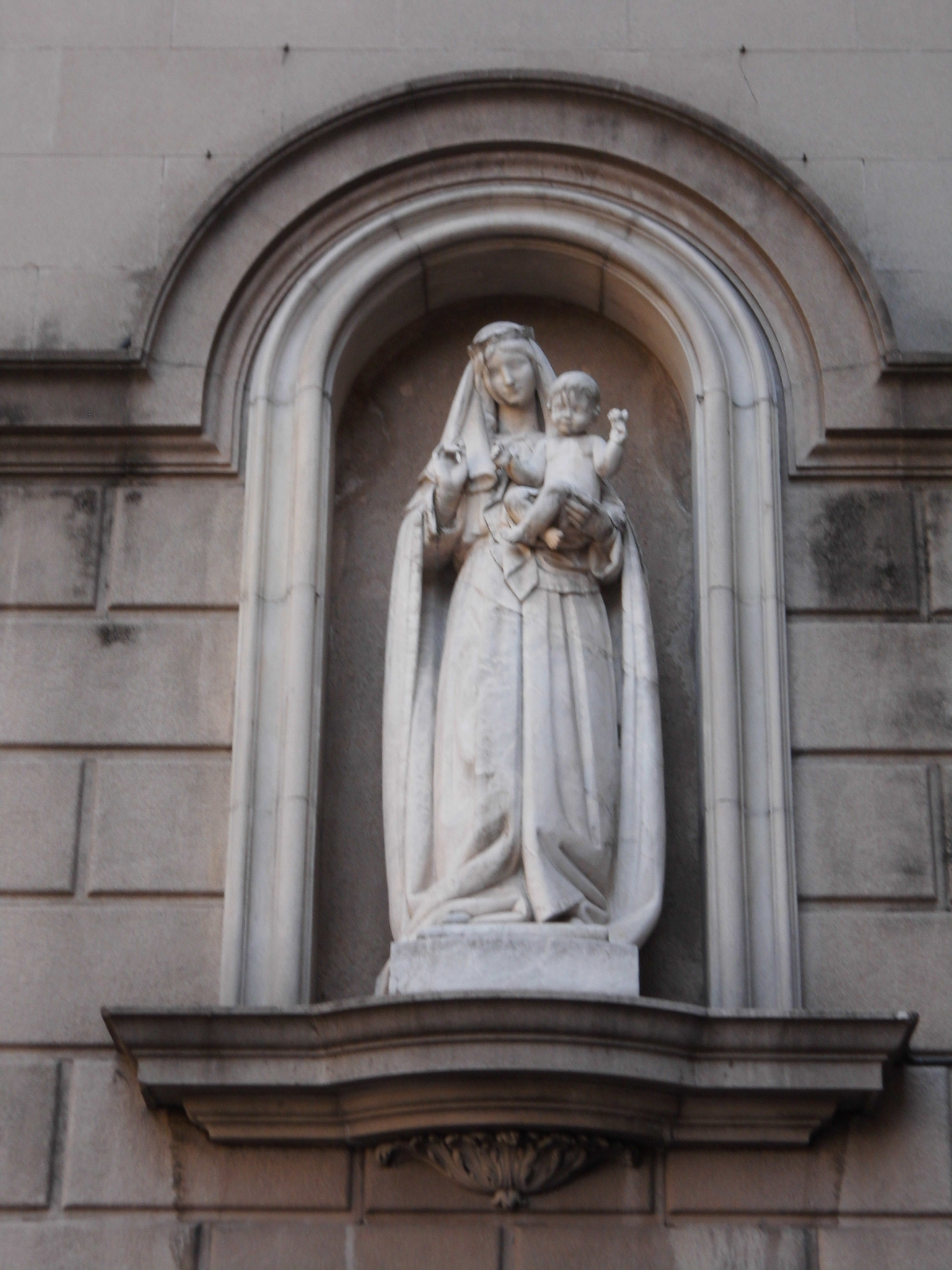
Mare de Déu del Roser - La Rambla
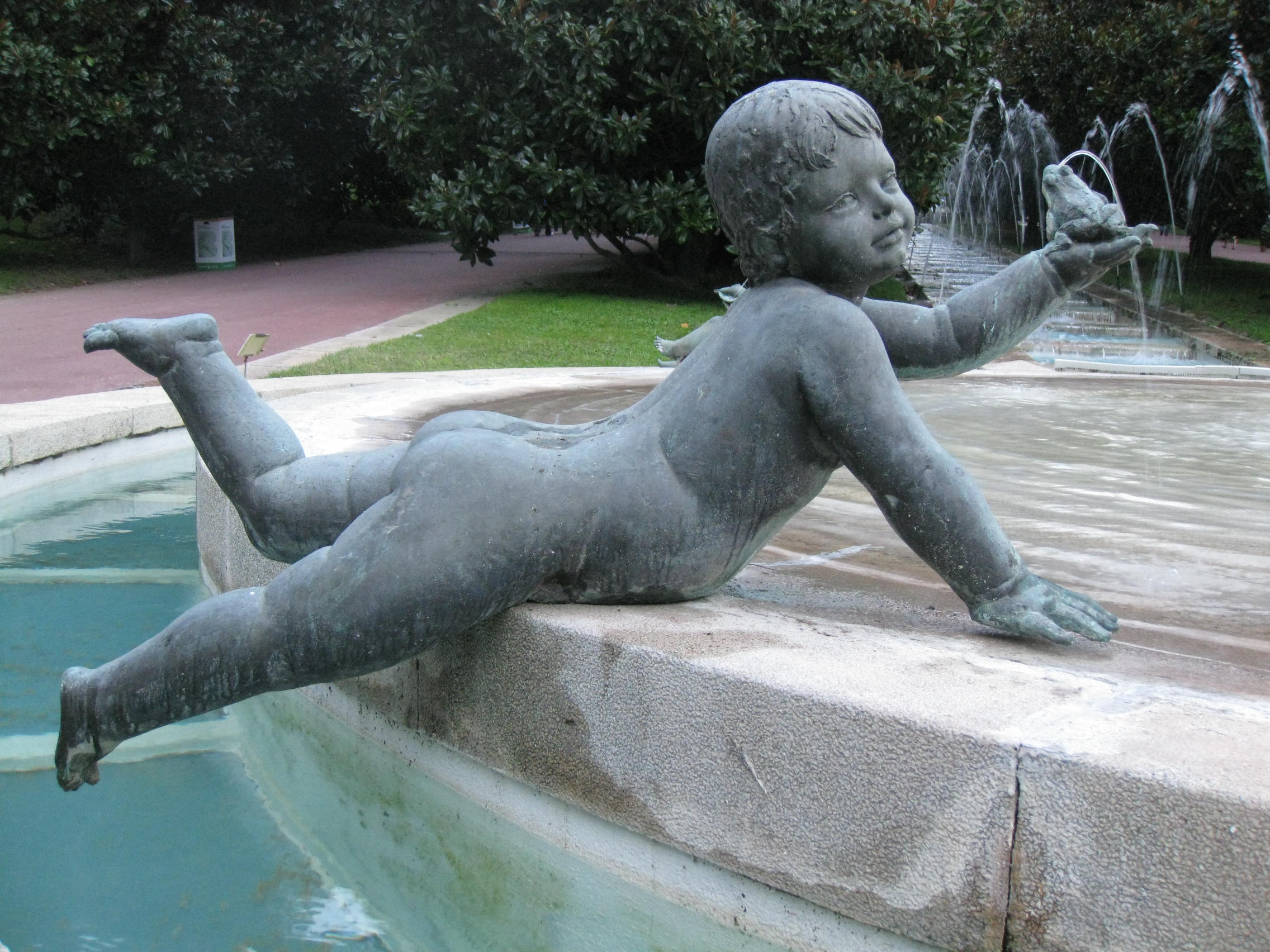
Angelote en los Jardins de Joan Maragall
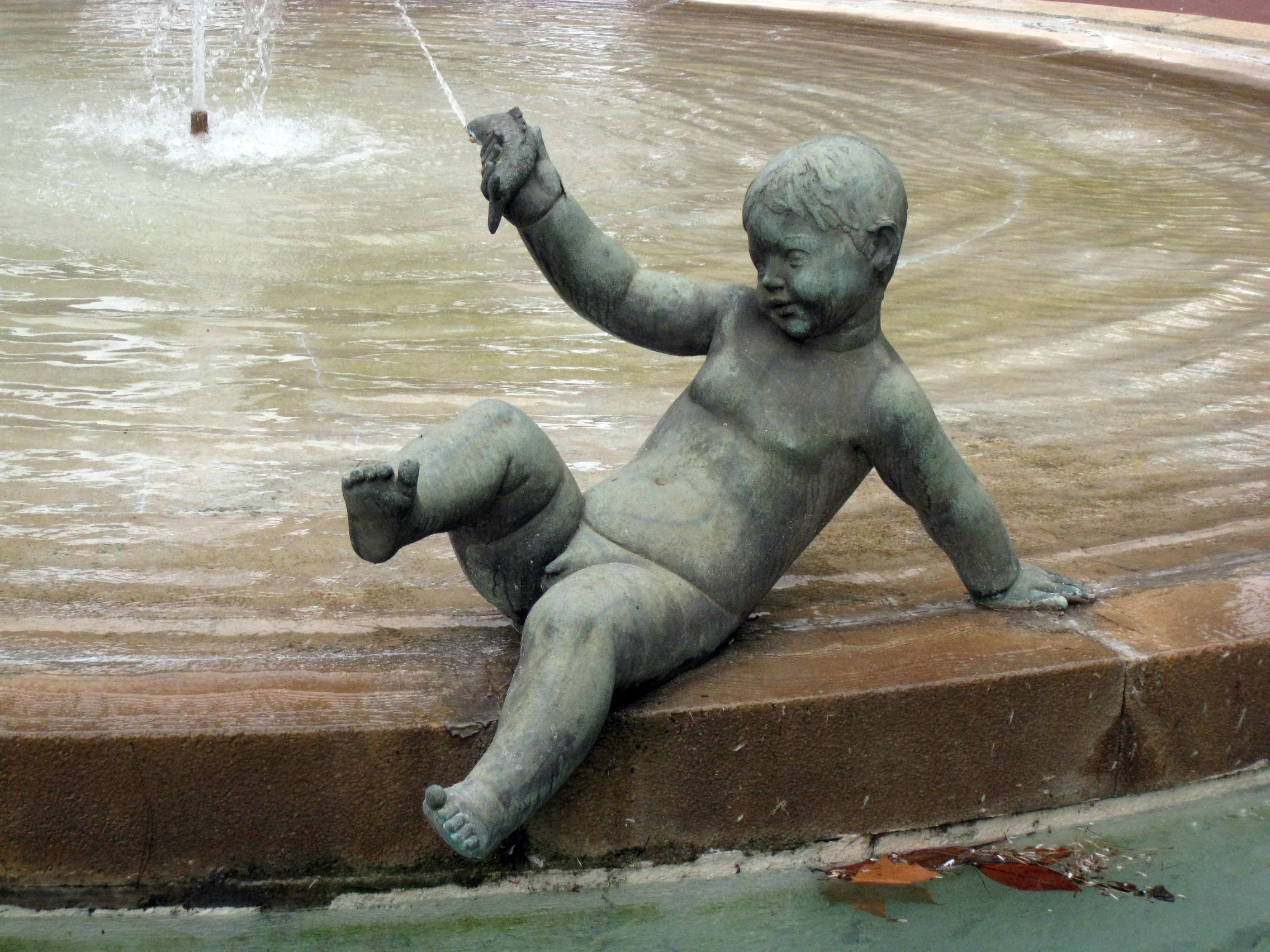
Angelote en los Jardins de Joan Maragall
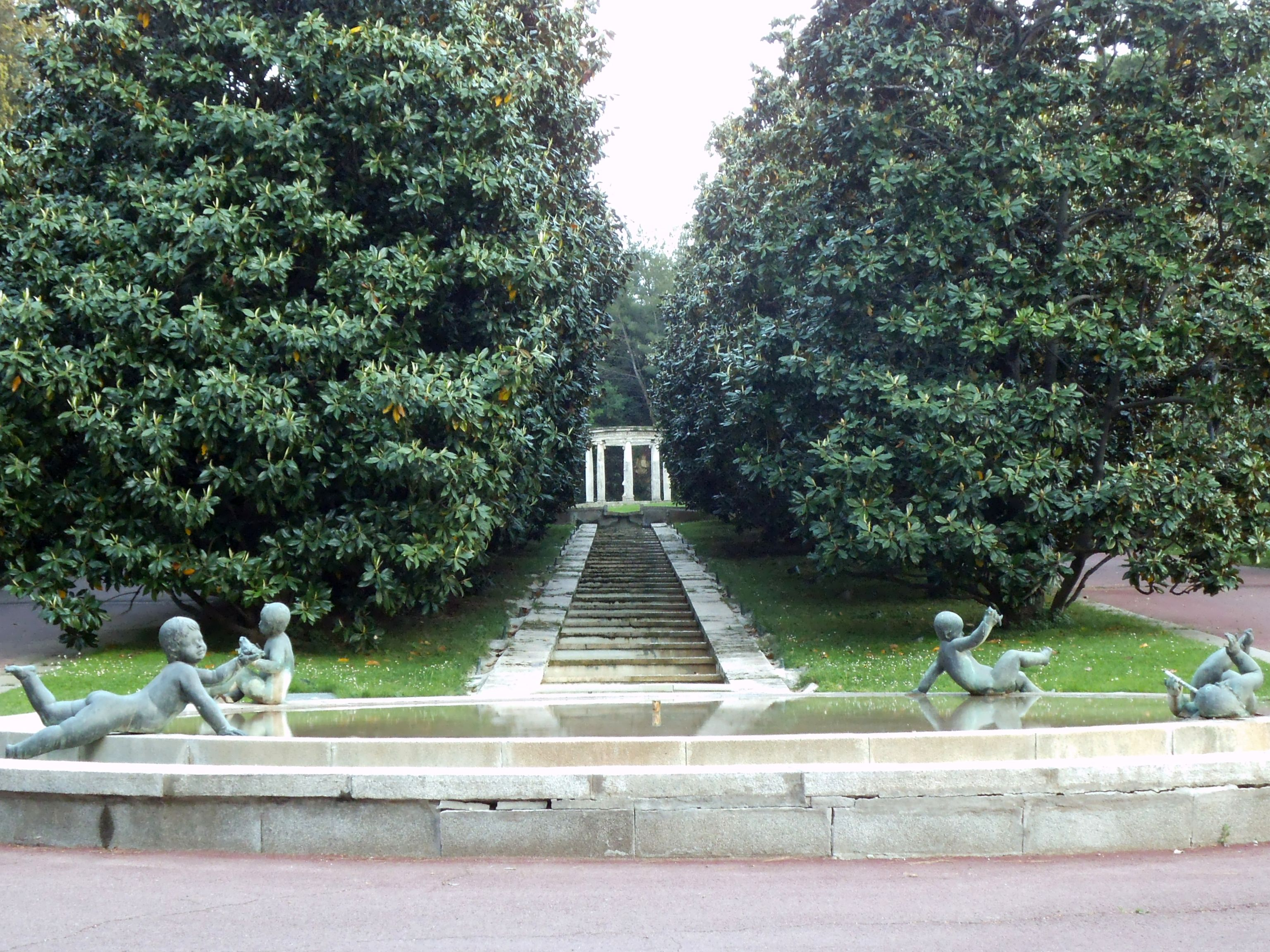
Angelotes en una fuente en los Jardins de Joan Maragall
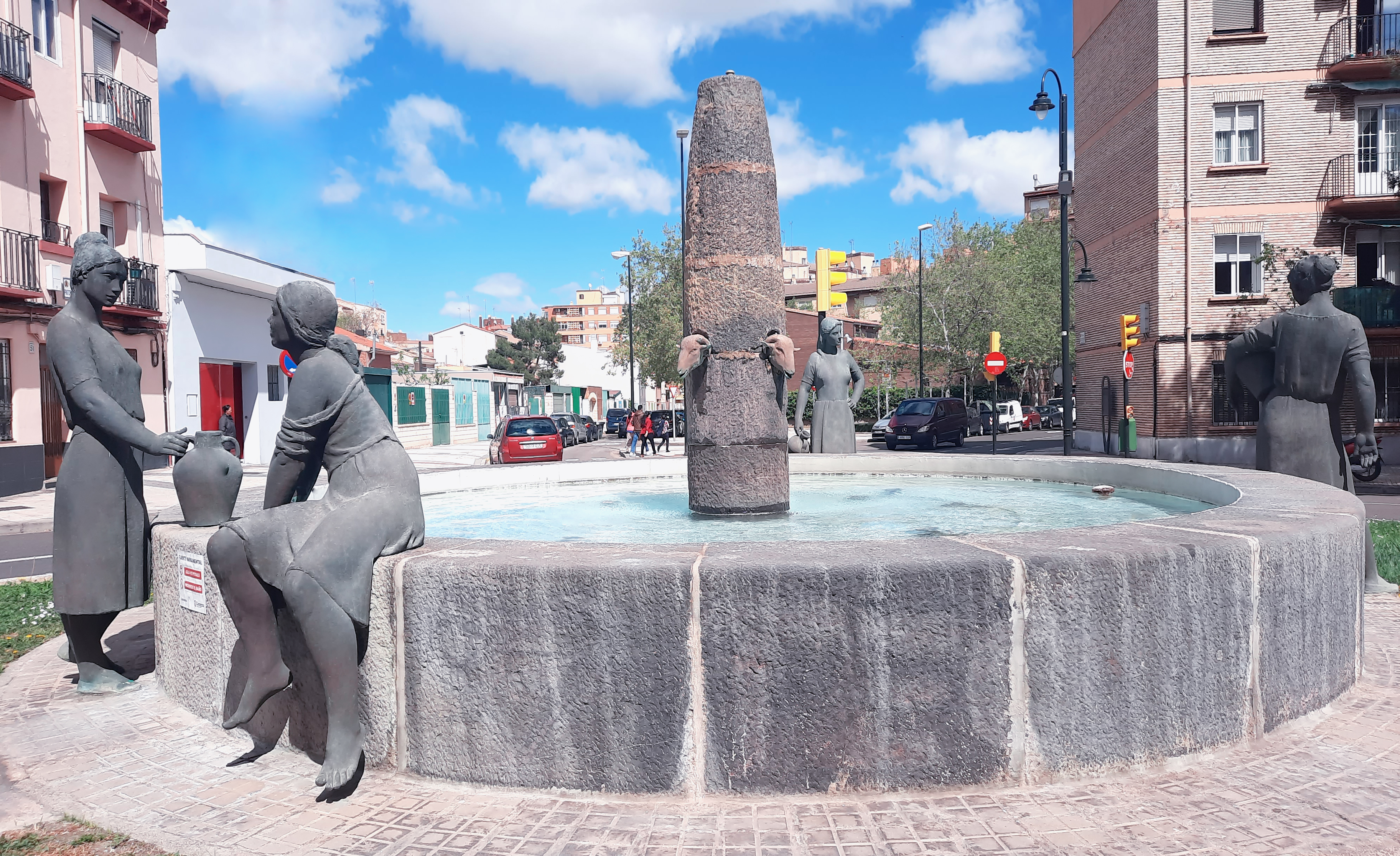
Fuente de las Aguadoras en la entrada al barrio de Las Fuentes en Zaragoza.